# Mr. Know It All
Mr. Know It All (pan všeználek) je první singl z pátého alba Stronger zpěvačky Kelly Clarkson.

## Vydání
Světovou premiéru měl 30. srpna 2011 na oficiálních stránkách Clarkson během speciálního živého vysílání. K dostání je od 5. září na iTunes. Ihned po premiéře začala singl hrát rádia. Již 27. srpna 2011, tedy tři dny před premiérou, ale píseň unikla na internet. K tomu Clarkson řekla během premiéry, že se nijak nezlobí na ty, kteří si skladbu poslechli.
V červenci 2011 uniklo několik demo verzí písní určených pro nové album, ale Clarkson řekla, že Mr. Know It All není žádná z uniklých skladeb.
Na otázku proč vydali tuto píseň jako singl, odpověděla Clarkson, že kvůli jejímu zvuku odlišnému od všech jejích dosavadních písní.

## O písni
Jedná o píseň středního tempa postavenou na kytarách a klávesách. Podle některých kritiků připomíná skladbu Just the Way You Are od Bruna Marse.
Píseň složili Brian Kennedy, Ester Dean, Brett James a Dante Jones. Ester Dean skládala například pro Katy Perry, Beyoncé nebo Britney Spears. Brian Kennedy se podílel na písních pro například Rihannu, Cheryl Cole nebo Jamieho Foxxe. Brett James se proti tomu orientuje především na country, spolupracoval například s Jasonem Aldeanem nebo Carrie Underwood.

## Videoklip
Režisérem videoklipu je Justin Francis a natáčen byl v Nashville. Podle slov Clarkson je velmi odlišný od jejích dosavadních klipů.

## Recenze
Již před premiérou singlu měli zaměstnanci rádiích a nahrávacích společností možnost píseň slyšet. Recenze byly velmi pozitivní, vyzdvihovaly chytlavou melodii i zpěv Clarkson a bude se podle nich jednat o velký hit. Po premiéře 30. srpna 2011 přibylo jak pozitivních, tak negativních recenzí. Ty negativní kritizovaly podobnost s Just the Way You Are od Bruna Marse. Rovněž upozorňují na nedostatečné využití hlasových možností Clarkson a malý hitový potenciál.
MuuMuse.com dal písni hodnocení 4,5/5 a řekl: "...Majíce přidrzlý název i text ... může budit dojem, že Mr. Know It All je další lehce taneční, pop rocková, odmítavá hymna jako Since U Been Gone nebo I Do Not Hook Up. Není." a pokračoval: "… I když nemůžu píseň nazvat tak okamžitou jako její [Clarkson] největší hity (když nic jiného, tak kvůli tomu, co jsem od slečny Clarkson čekali posledních pár let), Mr. Know It All je úžasná odměna na začátek podzimu od umělce, který si více než zaslouží vládnout hitparádám. Jistý hit pro Clarkson? Rozhodně ano!" Top40.about.com píseň rovněž chválil: "Jediná negativní věc by mohla být, že píseň je natolik umírněná, že jakási schopnost posunout nás emotivně může být obětována. Ale to je velmi malý problém. Tohle [Mr. Know It All] je další klasická píseň Kelly Clarkson." I MTV.com singl chválilo: "Tato píseň je zřejmá práce Clarkson: odvážná a přímá, se silnou melodií a chytlavým refrénem."
Jako jedna z negativních recenzí pochází od RollingStones.com, kde ji ohodnotili 3/5: "Ve své poslední písni Clarkson zúžila její hlasový rozsah – žádné mocné tóny American Idol – a drze ovládá muže s několika dvojsmysly ('Zlato, nepůjdu dolů'), což dělá dojem R&B. Jediný problém? Bruno Mars chce svůj hit Just the Way You Are zpět."

## Text
Text písně zveřejnila Clarkson 24. srpna 2011 na svých oficiálních stránkách ve formě oskenovaného rukopisu.
V textu Clarkson promlouvá k muži, který si myslí, že ví všechno o všem, a vzkazuje mu, že o ní samotné nic neví. Clarkson k tomu řekla, že i když text vypráví o jejím nepovedeném vztahu, stejně je o všech lidech, kteří myslí, že všechno ví.

## Hitparáda
| Země           | Umístění |
| -------------- | -------- |
| Austrálie      | 1        |
| Jižní Korea    | 1        |
| Japonsko       | 33       |
| Belgie         | 14       |
| Skotsko        | 4        |
| Kanada         | 11       |
| Nový Zéland    | 8        |
| Velká Británie | 4        |
| USA            | 10       |